# 卡塔斯阿塔斯
卡塔斯阿塔斯是巴西米纳斯吉拉斯州的一个市镇。总面积240.223平方公里，总人口4561人，人口密度为19人/平方公里。